# Erik Williams
Pour les articles homonymes, voir Eric Williams.
(en) Statistiques sur pro-football-reference
Erik Williams (né le 7 septembre 1968 à Philadelphie en Pennsylvanie) est un joueur américain de football américain qui évoluait comme offensive tackle dans la National Football League (NFL).
Il a joué au niveau universitaire avec les Marauders de Central State University, et a joué onze saisons dans la NFL pour les Cowboys de Dallas ainsi que les Ravens de Baltimore. Durant son séjour à Dallas, il a été sélectionné à quatre reprises au Pro Bowl et a été le pilier de la ligne offensive des Cowboys, qui est considérée comme l'une des meilleures de l'histoire de la NFL et qui a aidé l'équipe à remporter trois titres du Super Bowl en quatre ans.